# Cordyloporus laciniosus
Cordyloporus laciniosus är en mångfotingart som beskrevs av Carl Graf Attems 1937. Cordyloporus laciniosus ingår i släktet Cordyloporus och familjen Chelodesmidae. Inga underarter finns listade i Catalogue of Life.